# Борок, Валентина Михайловна
Валентина Михайловна Борок (9 июля 1931, Харьков, УССР, СССР — 4 февраля 2004, Хайфа, Израиль) — советский и украинский математик в области дифференциальных уравнений.

## Биография
Родилась в 1931 году в Харькове, в еврейской семье. Её отец, Михаил Максимович Борок, был химиком и материаловедом, автор монографий «Сухая штукатурка и её применение» (1939) и «Сцепление арматуры с бетоном на шлакопортландцементе» (1947); мать, Белла Сигал — экономистом.
В 1949 году поступила на математическое отделение в Киевском государственном университете, после окончания которого в 1954 году была принята в аспирантуру в Московский государственный университет. В 1957 году защитила кандидатскую диссертацию под руководством Георгия Шилова о системе линейных дифференциальных уравнений в частных производных с постоянными коэффициентами. С 1960 года работала в Харьковском университете. В 1970 году она защитила докторскую диссертацию. С 1983 по 1994 года заведовала кафедрой математического анализа Харьковского университета.
В 1994 году переехала в Хайфу (Израиль).

## Семья
- Муж и соавтор — математик Яков Исаакович Житомирский.
  - Дочь — Светлана Яковлевна Житомирская, математик и физик.
  - Сын — Михаил Житомирский, израильский математик.